# Rejon kurczałojewski
Rejon kurczałojewski (ros. Курчало́евский райо́н, Kurczałojewskij rajon, czecz. Куршлойн район / Kurşloyn̡ rayon) – jeden z 15 rejonów w Czeczenii, znajdujący się we wschodniej części kraju. W 2002 roku rejon zamieszkiwało 101 842 osób. Stolicą rejonu jest Kurczałoj.